# Globba mogokensis
Globba mogokensis là một loài thực vật có hoa trong họ Gừng. Loài này được W.W.Sm. & Banerji mô tả khoa học đầu tiên năm 1914.